# Arnulf van Milaan
Arnulf van Milaan of Arnulfus Mediolanensis  was een elfde-eeuwse kroniekschrijver die schreef over de gebeurtenissen in Noord-Italië schreef. Hij staat bekend om zijn werk in vijf delen, met de titel Liber gestorum recentium, een "boek over de recente gebeurtenissen". Arnulf begint zijn eerste boek met "een eenvoudig verhaal, aangeboden in de omgangstaal, over de daden van onze koningen, onze bisschoppen en onze medeburgers van Milaan en daarbuiten, evenals onze landgenoten in het koninkrijk Italië, dingen die ik zelf heb gezien of gehoord van degenen, die ze gezien hebben of uit tweede hand". In tegenstelling tot de meeste christelijke kroniekschrijvers van late oudheid of de vroege middeleeuwen, begint Arnulf niet met het Scheppingsverhaal, noch met de oudheid, "... laten we beginnen met de recente geschiedenis ". dit vanuit het aartsbisdom Milaan.
De geschiedenis van Arnulf begint in 925, met Hugo van Arles ( "Hugo van de Bourgondiërs"), koning van Italië en zijn recht om de aartsbisschop van Milaan te benoemen. De Gregoriaanse hervormingen komen aan bod, de hervormingsbeweging van de Milanese Patarenen, en de Investituurstrijd. Het eindigt met Rudolf van Rheinfelden, Duits tegenkoning (1077).